# Туляков, Ярослав Викторович
Ярослав Викторович Туляков (род. 7 апреля 1990, Подольск, Московская область) — российский хоккеист, нападающий.

## Биография
Воспитанник московской хоккейной школы «Русь», первый тренер Николай Павлов. В 2007 году был отдан в аренду в чеховский «Витязь», провёл один матч за «Витязь-2» в первой лиге, в сезоне 2007/08 сыграл 44 матча. Перед сезоном 2008/09 подписал с «Витязем» полноценный контракт и дебютировал в КХЛ, где провёл семь матчей; также сыграл 81 матч за «Витязь-2». В сезоне 2009/10 провёл 23 матча за «Витязь» и 40 — за «Русских витязей» в МХЛ. В следующем сезоне выступал только в МХЛ. В сезоне 2011/12 провёл 30 матчей в КХЛ, 23 в МХЛ и 4 — в ВХЛ за «Рязань». В сезоне 2012/13 сыграл 8 матчей и КХЛ, 23 в ВХЛ за «Кубань», после чего завершил профессиональную карьеру.
Игрок команды «Русь» в открытом чемпионате Подольска.